# Pumdibhumdi
Pumdibhumdi (en népalais : पुम्दीभुम्दी) est un comité de développement villageois du Népal situé dans le district de Kaski. Au recensement de 2011, il comptait 7 391 habitants.